# Rafał Pietrak
Rafał Jan Pietrak (ur. 1958) – polski fizyk, pracownik UW. Uważany za pierwszego internautę w Polsce. 
W latach 80. XX wieku napisał color.com – popularny w Polsce emulator karty graficznej CGA dla komputerów z kartą Hercules Graphics Card.
17 sierpnia 1991 roku nawiązał łączność w oparciu o protokół IP z pracownikiem Uniwersytetu Kopenhaskiego Janem Sorensenem. Data ta uznawana jest za symboliczny dzień narodzin polskiego Internetu.

## Odznaczenia
14 września 2001 roku minister Barbara Labuda wręczyła Rafałowi Pietrakowi w imieniu Prezydenta RP Aleksandra Kwaśniewskiego Brązowy Krzyż Zasługi, jako zasłużonemu we wprowadzeniu i upowszechnianiu Internetu w Polsce, „za zasługi we wdrażaniu nowych technologii informatycznych”.